# Пустоша
Пустоша — село в Шатурском муниципальном районе Московской области. Входит в состав городского поселения Черусти. Население — 416 человек (2010).

## Расположение
Село Пустоша расположено в северной части Шатурского района, расстояние до МКАД порядка 153 км. Высота над уровнем моря 130 м.

## Название
В письменных источниках упоминается как деревня Гридьино, позднее село Пустоша.
Название Гридино происходит от Гридя, производной формы личного имени Григорий, второе наименование от географического термина пустошь.

## История
На северо-восточной окраине села расположен Пустошенский могильник.
Впервые упоминается в писцовой Владимирской книге В. Кропоткина 1637—1648 гг. как деревня Гридино в Кривандинской волости Владимирского уезда. Деревня принадлежала Панкрату Петровичу Вечеслову.
Деревянная церковь существовала с XVII века. Кирпичная церковь Покрова Пресвятой Богородицы построена в 1831 году.
После отмены крепостного права село вошло в состав Ягодинской волости Судогодского уезда Владимирской губернии.
В советское время село входило в Пустошинский сельсовет.
О жизни в селе Пустоша на рубеже XIX-XX веков в своих воспоминаниях писал протоиерей Евгений Елховский в книге «Страницы истории России в летописи одного рода (Автобиографические записи четырёх поколений русских священников) 1814—1937». Москва, издательство «Отчий дом», 2004.

## Население
| 1859 | 1897 | 1905 |
| ---- | ---- | ---- |
| 785  | 1090 | 1286 |

| 1895 | 1970 | 1993 | 2002 | 2006 | 2010 |
| ---- | ---- | ---- | ---- | ---- | ---- |
| 1152 | ↘501 | ↗570 | ↘513 | ↗592 | ↘416 |